# The Muppets Mayhem Band
The Muppets Mayhem Band (The Muppets Mayhem) è una serie comica musicale del 2023 con protagonisti i personaggi creati da Jim Henson. La serie è incentrata sul gruppo musicale dei Muppet, Dr. Denti e gli Electric Mayhem. La serie è stata sviluppata da Adam F. Goldberg, Bill Barretta e Jeff Yorkes, per ABC Signature e The Muppets Studio. Il servizio di streaming Disney+ ha pubblicato tutti e dieci gli episodi della serie il 10 maggio 2023. È la seconda produzione originale Disney+ con protagonisti i Muppet.

## Trama
Il dirigente della Junior A&R, Nora, dovrà affrontare la follia del Dr. Denti e gli Electric Mayhem, i quali si troveranno faccia a faccia con il business musicale moderno mentre cercheranno di registrare il loro primo album di platino.

## Episodi
| nº | Titolo originale                      | Titolo italiano                | Pubblicazione USA |
| -- | ------------------------------------- | ------------------------------ | ----------------- |
| 1  | Track 1: Can You Picture That?        | Track 1: Can You Picture That? | 10 maggio 2023    |
| 2  | Track 2: True Colors                  | Track 2: True Colors           | 10 maggio 2023    |
| 3  | Track 3: Exile on Main Street         | Track 3: Exile on Main Street  | 10 maggio 2023    |
| 4  | Track 4: The Times They Are A-Changin | Vecchie Glorie                 | 10 maggio 2023    |
| 5  | Track 5: Break on Through             | Visioni magiche                | 10 maggio 2023    |
| 6  | Track 6: Fortunate Son                | Figlio fortunato               | 10 maggio 2023    |
| 7  | Track 7: Eight Days a Week            | Otto giorni alla settimana     | 10 maggio 2023    |
| 8  | Track 8: Virtual Insanity             | Follia virtuale                | 10 maggio 2023    |
| 9  | Track 9: Drift Away                   | Fine dei Mayhem                | 10 maggio 2023    |
| 10 | Track 10: We Will Rock You            | Track 10: We Will Rock You     | 10 maggio 2023    |

## Produzione
Il 7 febbraio 2022, ABC Signature e The Muppets Studio hanno annunciato lo sviluppo di una serie di 10 episodi per Disney+ basata sui Muppets. Scritta da Barretta, Goldberg e Yorkes, The Muppets Mayhem Band è la prima serie sviluppata da Goldberg per la ABC dopo il suo accordo con lo studio nel 2019. La decisione di sviluppare una serie basata sul Dr. Denti e gli Electric Mayhem è nata dal successo di una serie di video musicali sul canale YouTube dei Muppets. La serie ha avuto il via libera poco prima del suo annuncio, dopo aver finalizzato gli accordi con gli artisti dei Muppet.

### Edizione italiana
L'edizione italiana è stata curata dalla Royfilm. I dialoghi italiani sono di Luigi Calabrò mentre la direzione del doppiaggio è stata affidata a Leslie James La Penna. Il personaggio di Janice è stato doppiato da Sergio Lucchetti nei primi sette episodi, mentre in quelli successivi e nel trailer è stato sostituito da Lorenzo Andreaggi.
- Assistente al doppiaggio: Olivia Lopez
- Fonico di mix: Marcantonio Infascelli
- Studio di Doppiaggio: Iyuno - SDI Group
- Mix: Iyuno - SDI Group
- Voci: Disney Character Voices International, Inc.